# Franklin Herrera
Franklin Juan Herrera Gómez (Oruro, 14 d'abril de 1988) és un futbolista de Bolívia que actualment juga el Club San José a la Lliga boliviana de futbol.